# Bruno Wojtinek
Bruno Wojtinek (Valenciennes, 6 maart 1963) is een voormalig Frans wielrenner. Hij was beroepsrenner van 1984 tot en met 1989 en behaalde 10 overwinningen.

## Belangrijkste overwinningen
1983
- Circuit des Ardennes

1984
- GP Rennes

1985
- Route Adélie de Vitré

1986
- 4e etappe deel A Dauphiné Libéré
- 3e etappe Ronde van Zweden
- GP Denain

1987
- 3e etappe Critérium du Dauphiné Libéré
- GP Denain

1988
- Proloog Ronde van de Middellandse Zee

## Resultaten in voornaamste wedstrijden
| Jaar | Ronde van Italië | Ronde van Frankrijk | Ronde van Spanje |
| ---- | ---------------- | ------------------- | ---------------- |
| 1984 | opgave           |                     |                  |
| 1985 |                  |                     |                  |
| 1986 |                  |                     |                  |
| 1987 |                  | opgave              |                  |
| 1988 |                  |                     |                  |

| Jaar | Milaan-San Remo | Gent-Wevelgem | Ronde van Vlaanderen | Parijs-Roubaix | Amstel Gold Race | Parijs-Tours | Brabantse Pijl | Rund um den Henninger-Turm |  | Wereldranglijsten |
| ---- | --------------- | ------------- | -------------------- | -------------- | ---------------- | ------------ | -------------- | -------------------------- |  | ----------------- |
| 1984 |                 | 80e           |                      |                |                  | ↑            |                |                            |  |                   |
| 1985 |                 | 17e           |                      | ↑              |                  |              | 5e             |                            |  | 17e (SPP)         |
| 1986 | 5e              |               |                      |                |                  |              |                | 7e                         |  |                   |
| 1987 | 12e             |               |                      | 6e             |                  |              |                |                            |  | 48e (SPP)         |
| 1988 | 12e             | 34e           | 40e                  | 11e            | 14e              |              |                |                            |  |                   |